# Cleveland Amory
Cleveland Amory (Nahant, 2 de setembro de 1917 - Manhattan, 14 de outubro de 1998) foi um escritor que dedicou sua vida à defesa dos direitos dos animais. Ele é mais conhecido pelos seus livros sobre seu gato, chamado Polar Bear, que ele salvou das ruas de Nova Iorque em 1977.
Amory foi o co-fundador da Humane Society of the United States e fundador do Fund for Animals. Também foi o presidente de NEAVS (New England Anti Vivisection Society) de 1987 a 1998.

## Obras

### Livros
- The Cat Who Came for Christmas
- The Cat and the Curmudgeon
- The Best Cat Ever
- The Proper Bostonians
- Who killed society?
- Cleveland Amory's Compleat Cat
- The last resorts
- Animail
- Newport: There she sits
- Cat Tales: Classic Stories from Favorite Writers
- Man Kind? Our Incredible War on Wildlife
- 1902 Sears, Roebuck & Co. Catalog
- The Trouble with Nowadays : A Curmudgeon Strikes Back
- Ranch of Dreams: A Lifelong Protector of Animals Shares the Story of His Extraordinary Sanctuary